# NGC 2527
NGC 2527 est un amas ouvert,, situé dans la constellation de la Poupe. Il a été découvert par l'astronome germano-britannique William Herschel en 1751. Son fils, John a observé cet amas le 5 février 1837 et il figure au catalogue de John Dreyer sous la désignation NGC 2520.
NGC 2527 est à environ 601 pc (∼1 960 al) du système solaire et les dernières estimations donnent un âge de 446 millions d'années. La taille apparente de l'amas est de 10 minutes d'arc, ce qui, compte tenu de la distance, donne une taille réelle maximale d'environ 5,7 années-lumière.
Selon la classification des amas ouverts de Robert Trumpler, cet amas renferme moins de 50 étoiles (lettre p) dont la concentration est moyennement faible (III) et dont les magnitudes se répartissent sur un petit intervalle (le chiffre 1).